# Эсменар, Жозеф Альфонс
Жозеф Альфонс Эсменар (фр. Joseph-Alphonse Esménard, 1770, Пелиссан—25 июня 1811, Фонди) — французский поэт, брат журналиста Жана-Батиста Эсменара.

## Из биографии
Будучи редактором роялистских газет, Эсменар вынужденно покинул Францию после событий 10 августа 1792 г. — штурма Тюильри во время Великой Французской революции и совершил путешествие по Европе, посетив Англию, Нидерланды, Германию, Италию, Константинополь и Грецию. Вернувшись в Париж в 1797 году, он писал для La Quotidienne, но был вынужден снова эмигрировать. Он вернулся во Францию снова после 18 брюмера, но вскоре уехал в Сен-Доминго в качестве секретаря генерала Леклерка. По возвращении из экспедиции он был назначен главой Театрального бюро при министре внутренних дел благодаря защите Савари. Однако вскоре после этого он снова уехал на Мартинику за адмиралом Вильярэ де Жуайез.
Когда он снова, уже навсегда, вернулся во Францию, то получил должности от имперского правительства за оказанные услуги, став цензором театров и библиотек, цензором Journal de l'Empire и начальником отдела министерства полиции. В 1810 году он был избран в Французскую академию .
За публикацию сатирической статьи против одного из посланников Наполеона в России в Journal de l'Empire был сослан в Италию на несколько месяцев. На обратном пути он погиб в Fondi (Фонди), недалеко от Неаполя.

## Литературная деятельность
- Дидактическая поэма «La Navigation» ("Навигация", 1805)  — за неё он был избран в члены французской академии;
- пьеса «Trajan» ("Траян", 1807);
- пьеса «Cortez» ("Кортес", 1809);
- «Couronne poétique de Napoléon» ("Поэтическая корона Наполеона", 1807).